# Stor-Slåttmyrtjärnen
Stor-Slåttmyrtjärnen är en sjö i Ragunda kommun i Jämtland och ingår i Indalsälvens huvudavrinningsområde.